# Elmas
Elmas (sardinsky: Su Màsu) je italská obec (comune) v metropolitním městě Cagliari v regionu Sardinie. Nachází se ve výšce 7 metrů nad mořem a má přibližně 9 400 obyvatel. Rozloha obce je 13,63 km².